# Liste der Baudenkmale in Gülzow (bei Stavenhagen)
In der Liste der Baudenkmale in Gülzow sind alle denkmalgeschützten Bauten der Gemeinde Gülzow (Mecklenburg-Vorpommern) und ihrer Ortsteile aufgelistet. Grundlage ist die Veröffentlichung der Denkmalliste des Landkreises Mecklenburgische Seenplatte (Auszug) vom 20. Januar 2017.

## Baudenkmale nach Ortsteilen

### Gülzow
| ID  | Lage                  | Bezeichnung                  | Beschreibung | Bild |
| --- | --------------------- | ---------------------------- | ------------ | ---- |
| 471 | Dorfstraße 16         | Bauernhof mit Wohnhaus,      |              |      |
| 471 |                       | Stall und                    |              |      |
| 471 |                       | Scheune                      |              |      |
| 472 | Dorfstraße 18, 20, 22 | Bauernhaus                   |              |      |
| 473 | Dorfstraße 40, 42     | Bauernhaus                   |              |      |
| 474 | Dorfstraße 44, 44a    | Bauernhaus                   |              |      |
| 475 | Dorfstraße 43, 45     | Bauernhaus                   |              |      |
| 476 | Dorfstraße 46, 48     | Bauernhaus und               |              |      |
| 476 |                       | Wirtschaftsgebäude           |              |      |
| 477 | Dorfstraße 52, 54, 56 | Bauernhaus                   |              |      |
| 478 | Dorfstraße 104        | Forsthaus mit                |              |      |
| 478 |                       | Scheune                      |              |      |
| 479 | Dorfstraße            | Straße mit Kopfsteinpflaster |              |      |
| 480 | Dorfstraße            | Friedhof mit                 |              |      |
| 480 |                       | Glocke                       |              |      |

## Quelle
- Denkmalliste des Landkreises Mecklenburgische Seenplatte

- Karte mit allen Koordinaten:
- OSM |
- WikiMap